# Varumärkesskydd

Registrerat varumärkesskydd symbol

Varumärkesskydd skyddar ett varumärke så att inte andra företag kan använda någon annans varumärke på sina produkter och tjänster. Ett registrerat varumärke ger ensamrätt för innehavaren att använda varumärket i näringsverksamhet. Registreringsskyddet gäller i tio år och kan sedan förlängas i tioårsperioder ett obegränsat antal gånger. Varumärkesskyddet gäller från och med den dag ansökan skickades in om registreringen blir godkänd. Om någon använder någon annans skyddade varumärke så kan innehavaren av varumärket väcka talan i allmän domstol. Domstolen har då rätt att förbjuda den tilltalade att fortsätta använda varumärket och utdöma skadestånd. I vissa fall kan brottet leda till böter eller fängelse.

## Registrering av varumärke
Ansökan om varumärkesskydd görs hos Patent- och registreringsverket och senare hos World Intellectual Property Organization, WIPO, om man vill skydda varumärken i andra länder som är anslutna till Madridprotokollet. Man kan även ansöka om registrering av gemenskapsvarumärke som gäller inom EU vid varumärkesmyndighet, Byrån för harmonisering inom den inre marknaden (varumärken och formgivning).

### Inarbetat varumärke
Om ett varumärke har blivit allmänt känt bland varan eller tjänstens målgrupp så kan man enligt varumärkeslagen (2010:1877) få ensamrätt till inarbetade varumärken i Sverige.

## Varumärkestyper
Ett varumärke kan innehålla alla tecken som kan återges grafiskt. Varumärken kan bestå av ord, figurer, siffror, bokstäver och en varas form eller förpackning.
Hur man registrerar ett varumärke påverkar hur starkt skydd man får för detta och därför innebär det en risk att registrera sitt varumärke utan att ha tillfrågat någon som har bra kunskaper om varumärken. 

### Ordmärke
Ett varumärke kan bestå av ett eller flera ord, till exempel "Fanta" respektive "Windows Vista". Exempelvis är herrgårdsost varumärkesskyddad sedan 2001 under namnet Herrgård®. Ordvarumärken kan också vara bokstavs- och sifferkombinationer som till exempel "LG". Om man vill registrera sitt varumärke med ett speciellt typsnitt så ska man istället ansöka om figurmärke.

### Figurmärke
Figurmärken är varumärken som består av endast en figur eller kombination av figur och ord. Ett ordmärke med en speciell form eller ett speciellt typsnitt anses vara ett figurmärke. Vid ansökan så kan man även specificera i vilka färger varumärket ska vara, en ny ansökan krävs för varje färg eller färgkombination.

### Utstyrselmärke
Utstyrselsmärken är varor eller förpackningar som används som kännetecken, till exempel flaskor.

### Ljudmärke
Ljud kan registreras som varumärke som ett kännetecken. För att ett ljud ska kunna registreras så krävs det att man kan återge ljudet grafiskt, som till exempel notskrift.

## Källhänvisningar
1. ↑   herrgårdsost i Nationalencyklopedins nätupplaga. Läst 14 mars 2015.